# یونکرس آ ۳۲
یونکرس آ ۳۲ (به انگلیسی: Junkers A 32) یک هواگرد ساختِ کارخانهٔ یونکرس در کشور آلمان است. این هواگرد برای نخستین بار در ۱۹۲۶ میلادی مورد استفاده قرار گرفت.